# Michel Foucher
Michel Foucher és un geògraf i polític francès, autor del llibre Fronts et frontières. Un tour du monde géopolitique (Fayard, 1991), actualment ambaixador de França a Letònia. Geògraf, diplomàtic, assagista, nascut el 1946. Catedràtic de geografia, Doctor en Lletres i Ciències Humanes, professor a la Universitat Lumière-Lyon 2 des de 1989. Michel Foucher ha estat també professor al col·legi d'Europa de Natolin, a Varsòvia (1994-2002), consultor per a la Comissió Europea, conseller de la Lyonnaise de Banque, encarregat de missió per Délégation à l'aménagement du territoire et à l'action régionale (DATAR) del govern francès i conseller del ministre d'Afers Exteriors (1998-2002), director del Centre d'Anàlisi i de Previsió del Ministeri d'Afers Exteriors (1999-2002) i ambaixador de França a Letònia (2002-2006). És membre del comitè científic de la fundació Robert-Schuman i, des de febrer de 2006, ambaixador en missió sobre temes europeus. Ha escrit, dirigit o participat en una vintena d'obres sobre qüestions geopolítiques i sobre la geografia cultural.